# Тесей (Еврипид)
«Тесей» (др.-греч. Θησεύς) — трагедия древнегреческого драматурга Еврипида (V век до н. э.) на тему аттических мифов, текст которой полностью утрачен. Надёжных сведений о сюжете нет, но в трагедии Софокла с таким же названием рассказывается о том, как сын аттического царя Тесей благодаря помощи Ариадны победил Минотавра.